# Christmas Time
Christmas Time – piosenka pop pochodząca z bożonarodzeniowego albumu studyjnego amerykańskiej wokalistki Christiny Aguilery pt. My Kind of Christmas (2000). Producentami utworu są członkowie grupy Celebrity Status oraz Ron Fair. Wydawnictwo opublikowano w postaci singla promocyjnego, jako drugi, po „The Christmas Song”, utwór z krążka My Kind of Christmas. Piosenka została pozytywne oceniona przez krytyków muzycznych, którzy docenili jej przebojowość i charyzmę, a także zajęła pierwsze miejsce listy najlepiej sprzedających się singli w Indonezji.

## Informacje o utworze
„Christmas Time” jest popową kolędą, czerpie także z R&B oraz dance-popu. Muzykę i tekst do utworu stworzyli członkowie Celebrity Status (tj. Chaka Blackmon, Steven Brown oraz Ray Cham), a także Alex Alessandroni i Ron Fair, który wraz z Celebrity Status wyprodukował singel. Fair współpracował z Aguilerą przy albumach Christina Aguilera (1999) oraz Mi Reflejo (2000), które wyprodukował bądź wyprodukował wykonawczo. „Christmas Time” jest jedną z czterech oryginalnych, niecoverowych kompozycji zawartych na płycie My Kind of Christmas. Podobnie jak większość piosenek z albumu, tę również nagrano w drugiej połowie 2000 roku, podczas jednej z tras koncertowych Aguilery. W „Christmas Time” głos wokalistki sięga oktawy G#5. W 2007 roku piosenka znalazła się na albumie kompilacyjnym Christina Aguilera – Greatest Hits, wydanym przez Star Mark w Rosji.

## Wydanie singla
Utwór, wydany grudniem 2000 roku, uplasował się na pierwszym miejscu cotygodniowej listy najlepiej sprzedających się singli w Indonezji.

## Recenzje
Krytycy muzyczni wydali kompozycji pozytywne recenzje. Zuzanna Janicka z serwisu internetowego AllAboutMusic.pl stwierdziła, że „Christmas Time” to „bardzo taneczny utwór, ze szczególnie pamiętnym refrenem i urozmaicony chórkami”. Zdaniem Janickiej, piosenka „łączy się z czasami debiutanckiego albumu wokalistki”. W omówieniu albumu My Kind of Christmas dla witryny justfanoe.com dziennikarz opisał utwór jako „prawdziwy hit” i jedną ze swoich „ulubionych popowych kolęd wszech czasów”. Lachlan Sutherland, dziennikarz pracujący dla strony ukmix.org, nazwał „Christmas Time” utworem wyróżniającym się, „piosenką z ogromną ilością charyzmy, w której wykonawczyni przedstawia swój nowy, rhythmandbluesowo-świąteczny styl”. Recenzując My Kind of Christmas, Stephen Thomas Erlewine (AllMusic) napisał: „Żadna z niecoverowych piosenek nie potrafi znokautować słuchacza, choć ‘Christmas Time’ i ‘This Year’ to kawał solidnego dance-popu”. Erlewine wskazał „Christmas Time” jako jeden z najlepszych utworów na krążku. Christopher Gray z pisma Austin Chronicle wykazał się w stosunku do piosenki większą krytycznością, okrzykując ją „zmutowanym barokowym tworem, który nie jest w stanie zdecydować, czy chce być chorałem czy przebojem na miarę 'Genie in a Bottle'”.

## Teledysk
Wideoklip do utworu, wyreżyserowany przez Lawrence’a Jordana, został nagrany podczas koncertu Aguilery. W klipie wokalistka wykonuje choreografię autorstwa Tiny Landon. Teledysk dostępny jest na koncertowym albumie DVD My Reflection, jego premiera telewizyjna nastąpiła grudniem 2000 roku.

## Promocja i wykonania koncertowe
W 2000 jeden z występów Aguilery został zarejestrowany i wydany na dyskach DVD jako koncertowy album My Reflection. Wśród wykonywanych utworów znajdują się „So Emotional” i „Christmas Time” – oba wykonane z gościnnym udziałem rapera Lil’ Bow Wowa.

## Lista utworów singla
1. „Christmas Time” – 4:02
2. „This Year” – 4:13

## Twórcy
| - Główne wokale: Christina Aguilera - Produkcja i aranżacja: Celebrity Status, Ron Fair - Autor: Alex Alessandroni, Chaka „ChakDaddy” Blackmon, Steven Brown, Ray Cham, Ron Fair - Mixer: Dave „Hard Drive” Pensado - Nagrywanie: Brian Haehnel, Sol Survivor, współpr. Ron Fair, Chris Wonzer - Nagrywanie wokalu: Michael C. Ross - Obsługa edytora Pro Tools: Tal Herzberg - Programming: BabyBoy, Sol Survivor, współpr. Chaka „ChakDaddy” Blackmon | - Keyboard: BabyBoy, Alex Alessandroni - Wokale wspierające: Christina Aguilera, E. Dawk, Kim Johnson - Producent wokalu wspierającego: E. Dawk, Ron Fair, Chaka „ChakDaddy” Blackmon - Dowodzący instrumentami: Ron Fair - Skrzypce: Endre Granat, Natalie Leggett - Altówka: Roland Kato - Wiolonczela: Steve Erdody - Koordynator sesji nagraniowych: Greg „Bongo” Cham |

## Pozycje na listach przebojów
| Kraj/region | Notowanie (2000–2023)  | Wydawca     | Najwyższa pozycja |
| ----------- | ---------------------- | ----------- | ----------------- |
| Austria     | Airplay Chart          | Soundcharts | 61                |
| Cypr        | Airplay Chart          | Soundcharts | 141               |
| Grecja      | Airplay Chart (Daily)  | Soundcharts | 10                |
| Grecja      | Airplay Chart (Weekly) | Soundcharts | 21                |
| Grecja      | Radio Top 100 Songs    | Top Charts  | 29                |
| Indonezja   | Official Singles Chart | LIMA        | 1                 |
| Liban       | Airplay Chart (Daily)  | Soundcharts | 43                |
| Liban       | Airplay Chart (Weekly) | Soundcharts | 81                |